# Суха (Куявсько-Поморське воєводство)
Суха (пол. Sucha) — село в Польщі, у гміні Любево Тухольського повіту Куявсько-Поморського воєводства.
Населення — 609 осіб (2011).
У 1975-1998 роках село належало до Бидгощського воєводства.

## Демографія
Демографічна структура станом на 31 березня 2011 року:
|          | Загалом | Допрацездатний вік | Працездатний вік | Постпрацездатний вік |
| -------- | ------- | ------------------ | ---------------- | -------------------- |
| Чоловіки | 309     | 71                 | 217              | 21                   |
| Жінки    | 300     | 63                 | 173              | 64                   |
| Разом    | 609     | 134                | 390              | 85                   |